# Jugendweihe

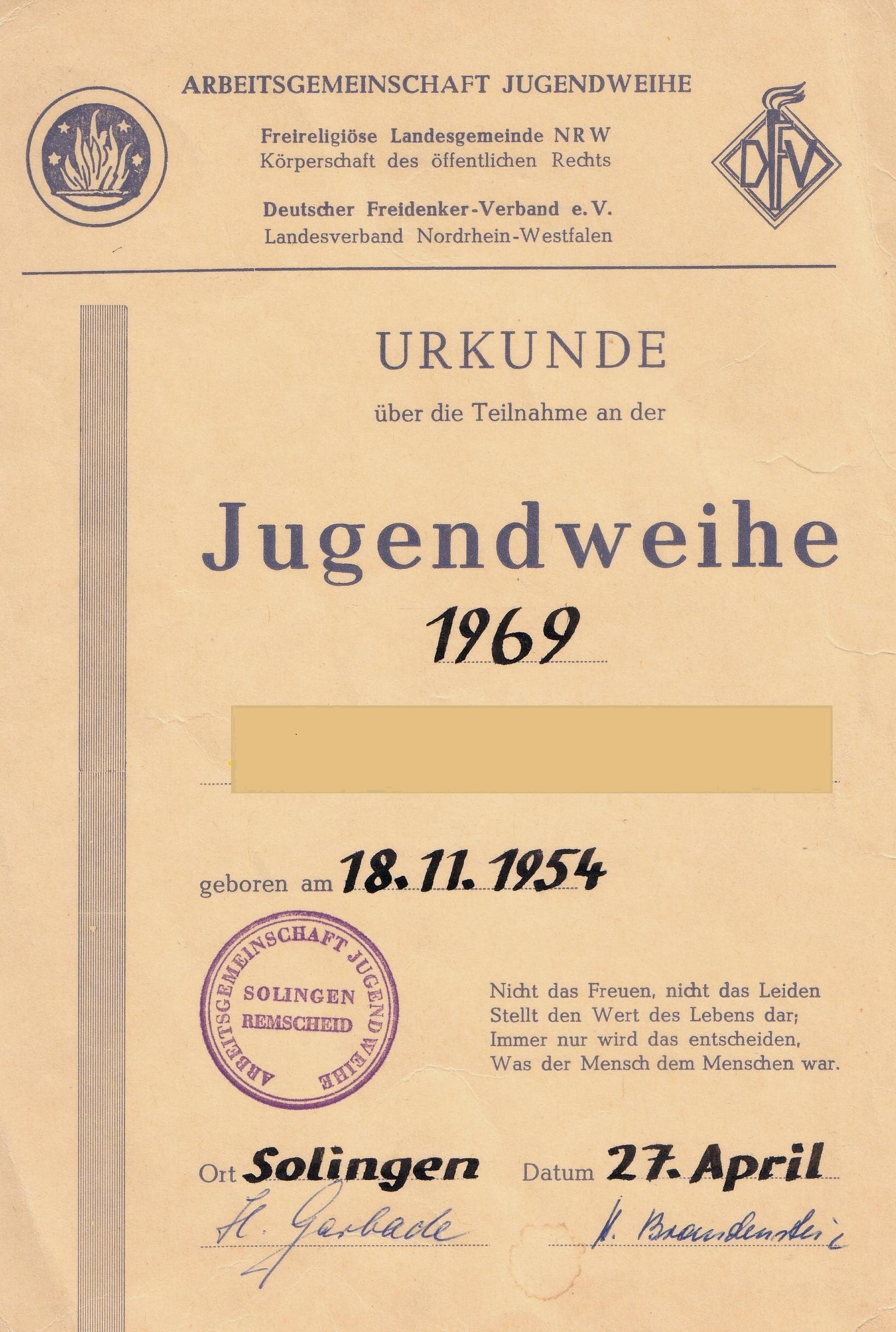
Documento para la participación en la Jugendweihe de 1969 en Solingen en Renania del Norte-Westfalia.

Jugendweihe, consagración de la juventud, a veces también Jugendfeier, celebración de la juventud, es el nombre dado a una ceremonia de iniciación de jóvenes de 14 años de edad. Es una ceremonia laica para jóvenes que no pertenecen a ninguna iglesia. El término Jugendweihe fue creado en 1852 por Eduard Baltzer.
Los nazis prohibieron la Jugendweihe. También quedó prohibida durante los primeros años de la RDA. En 1954 el Partido Socialista Unificado de Alemania introdujo la Jugendweihe para utilizarla como instrumento eficaz de su política. Entonces la Jugendweihe era una confesión de los jóvenes al "estado de obreros y campesinos" y al socialismo. Durante las décadas de 1970 y 1980, hasta el 90 % de los jóvenes en la RDA participaron en esta ceremonia.
Después del fin de la Segunda Guerra Mundial, la Jugendweihe fue permitida en la Alemania Occidental, sin embargo comenzó a experimentar una crisis muy severa cuando fue introducida en el Este de Alemania. Esto significó que a partir de entonces fue rechazada por el estado occidental y como consecuencia casi desapareció.
En la actualidad, la oferente más importante es la asociación Jugendweihe, mientras que aproximadamente el 10 % es realizada por la Asociación Humanista Alemana y menos del 1 % por librepensadores.